# ديبن (وحدة قياس)
ديبن وحدة وزن مصرية قديمة.

## المملكة القديمة والوسطى
عُثر على أوزان حجرية من عصر الدولة القديمة وزنها حوالي 13.6 غرام (0.48 أونصة؛ 0.44 ozt) . كما اكتشفت أوزان مماثلة من عهد الدولة الوسطى في اللشت . وفي تاريخ المملكة الوسطى أيضًا استخدم الديبن لقياس وزن المعادن ، حيث كان يشار إليها باسم ديبن النحاس وديبن الذهب . كان ديبن النحاس أثقل بمرتين من ديبين الذهب .

## المملكة الجديدة
في عصر الدولة الحديثة كان واحد ديبن يساوي حوالي 91 غرام (3.2 أونصة؛ 2.9 ozt) . قٌسِّمت إلى عشرة كيديت ،  أو إلى ما يشير إليه علماء المصريات باسم «القطع» ، كان واحد / أحد عشر قطعة من الديبن تزن 7.6 غرام (0.27 أونصة؛ 0.24 ozt) . ويستخدم بشكل متكرر للدلالة على قيمة البضائع ، من خلال مقارنة قيمتها بوزن المعدن ، بشكل عام الفضة أو النحاس.

## العملة الأولية
كان القطع المعدنية التي تزن ديبن تحفظ في صناديق وتنقل إلى الأسواق وتستخدم كوسيلة للتبادل. لم يتمكن علماء الآثار من العثور على مثل هذه القطع المعيارية من المعادن الثمينة. من ناحية أخرى ، عُثر على أدلة بشكل مؤكد تثبت أن الديبن كان يستخدم لمقارنة الاسعار. في عصر الأسرة التاسعة عشرة ، كانت الفتاة الخادمة يبلغ ثمنها أربعة ديبن ويضاف ثمنها إلى كيديت واحد من الفضة للحصول على البضائع التالية :6 أواني برونزية ، و 10 ديبن من النحاس ، و 15 قطعة ملابس كتانية ، وكفن ، وبطانية ، ووعاء من العسل.